# Избегличка криза
Избегличка криза обухвата тешкоће у пријему великих група присилно расељених лица. То могу бити: интерно расељена лица, избеглице, тражиоци азила или било која друга скупина миграната.
Криза може настати унутар земље приликом покушаја њеног напуштања, приликом кретања к одредишној земљи или након доласка у земљу азила. Ситуацију могу прогласити кризом и држава пријема и сама присилно расељена лица. Према подацима Високог комесаријата Уједињених нација за избеглице (УНХЦР), закључно с јануаром 2019. године, приближно 70.800.000 људи је расељено широм света. Од тог броја 41.300.000 особа су интерно расељене, 25.900.000 су регистроване избеглице (20.400.000 под УНХЦР-ом и 5.500.000 под Унрвом), док су 3.500.000 тражиоци азила.
Процењује се да су 2016. отприлике 362.000 избеглица прешле Средоземно море покушавајући да стигну до Европе због опасности у својим матичним земљама. У првој половини 2017. више од 105.000 избеглица и миграната ушло је у Европу преко Средоземног мора. Између 2014. и 2021. најмање 158.000 људи је покушало да пређе споменуто море идући према Европи, а најмање 22.845 људи је погинуло у подухвату.

## Узроци
Узроци избегличке кризе су многобројни. Ту спадају: ратови, повреде људских права, еколошки проблеми, глобално загревање и економске тешкоће.

### Ратови
У јуну 2015. УНХЦР је известио да су ратови и прогони главни разлози избегличких криза на свету. Према подацима из 2005. сваког минута је шест људи принудно напуштало своје домове. Године 2015. текући ратови су повећали просек присилно расељених људи по минуту на двадесет четири. У серији Border Wars Транснационални институт (ТНИ) истражује улогу војне индустрије у извлачењу профита из присилног расељавања. Институт наводи: „Неки од бенефицијара уговора о безбедности граница јесу једни од највећих продаваца оружја у региону Блиског истока и Северне Африке.” ТНИ сматра да они „распирују сукобе који су узрок многих избеглица”. Институт такође сматра да „компаније које доприносе избегличкој кризи сад профитирају од њених последица”.

### Повреде људских права
Дискриминација и неравноправност могу навести појединце и породице да напусте матичну земљу и одселе се у друге регије.

### Еколошки проблеми и глобално загревање
Иако се не уклапају у дефиницију избеглица дату у Конвенцији УН, људи расељени због последица глобалног загревања често се називају климатским избеглицама. Такође се употребљава појам еколошка избеглица. Процене Нормана Мајерса из деведесетих година 20. века наводе да се најмање 25.000.000 људи могу сврстати у ту категорију. Уједињене нације, добротворне организације и поједини еколози предвиђају да би од двеста милиона до једне милијарде људи могло преплавити међународне границе како би избегли последице глобалног загревања до 2050. Милиони људи живе у подручјима која су рањива на последице глобалног загревања. Они се суочавају с екстремним временским приликама, попут суша и поплава. Временски екстреми и остале појаве узроковане глобалним загревањем угрожавају њихове животе директно, али и индиректно оставајући их без основних средстава за живот.
После удара урагана Катрина 2005. године појам избеглица се каткад употребљавао за означавање људи расељених због олује и њених накнадних дејстава. УНХЦР се противи називању еколошких миграната избеглицама јер потоњи израз има строгу законску дефиницију.

### Економске тешкоће
Економски мигрант није истоветан присилно расељеном лицу. Године 2008. Канцеларија УН за координацију хуманитарних питања je предложила термин присилни хуманитарни мигранти за мигранте који су побегли ради основног преживљавања и опстанка.
Миграција је селективан процес; најсиромашнији и најугроженији су неретко изузети због недостатка неопходних средстава или друштвене подршке. Чак и економска миграција захтева одређени степен имућности.
Пример је масовно кретање Зимбабвеанаца к суседним земљама 2008—2009. године. Већина миграната се није уклапала ни у једну категорију и имала је општије потребе које су биле ван специфичног мандата УНХЦР-а.
Регионална канцеларија за јужну Африку Канцеларије УН за координацију хуманитарних питања сковала је термин мигранти од хуманитарне важности 2008. поводом одлива Зимбабвеанаца. Већина људи који су прелазили границу нија поднела захтев за избеглички статус. С друге стране, они се не могу ни у потпуности сматрати добровољним економским мигрантима. Многи од њих нису законски заштићени нити добијају хуманитарну подршку. У Боцвани, Замбији и Малавију Зимбабвеанцима је доступан азил; у Мозамбику је неколико подносилаца захтева за азил одбијено због одлуке државе да Зимбабвеанце сматра економским, а не присилним хуманитарним мигрантима. Осим у Јужноафричкој Републици, заштита и приступ услугама у већини земаља у регији зависе од добијања избегличког статуса. Притом, тражиоци азила морају остати у изолованим камповима. Oнемогућено им је да раде и путују, а тиме и да шаљу новац рођацима који су остали у Зимбабвеу.

## Родно засновано насиље
Жене и деца избеглице се суочавају с већим ризиком од насиља током миграције и у избегличким камповима. Насиље усмерено према женама које путују саме или женама које путују с децом представља родно засновано насиље. Најчешћи облици родно заснованог насиља су: силовање и други облици сексуалног напаствовања, трговина људима и присилни секс, често у замену за пролазак у Европу путем кријумчара људи.
Избеглички камп Морија је био највећи избеглички камп у Европи. Налазио се на острву Лезбос у Грчкој. Првобитно је моделиран за 3.000 људи, али је у 2020. имао више од 20.000 људи. Многи чланови међународне заједнице сматрали су га небезбедним окружењем за жене и децу. Дана 29. септембра 2019. у кампу је избио пожар у којем је погинула најмање једна особа. Након пожара су становници кампа почели протестовати због нехуманих услова у њему. Избили су нереди у којима су погинули једна жена и дете. Неколико невладиних организација је наставило радити у оквиру избегличког кампа ради смањења родно заснованог насиља. Камп је уништен у пожару у септембру 2020.

## Искоришћавање расељених особа
Велике групе расељених лица могу бити злоупотребљене као „оружје” за претњу политичким непријатељима и суседним земљама. „Избеглице као оружје” је појам који се употребљава за масовни егзодус избеглица из једне државе у другу, њој противничку, државу као „оружје” против непријатеља. Таква миграција се догађа када државни или недржавни актер искоришћава миграцију — било добровољну било принудну — да би постигао политичке, војне или економске циљеве.

## Политички одговори
Године 1963. Садрудин Ага-кан, тадашњи заменик високог комесара, изјавио је након посете Африци да су неке избеглице „нуспроизвод” и да вероватно „неће имати много шансе да се врате у своју земљу”. Развојна мрежа Ага-кан, коју предводи тренутни исмаилијски имам Ага-кан IV, интензивно сарађује с УНХЦР-ом како би „помогала да се прошити пут реакције међународне заједнице на данашње кризе”.

### Предупређивање миграције
Проток миграната се може смањити отклањањем узрока миграције, на пример спречавањем ратова. Уједињене нације позивају државе да се додатно заложе за постизање такве врсте решења.
Европска унија примењује бројна средства за решавање основних узрока кризе. Ту спадају: поверенички фондови за Африку и Сиријску избегличку кризу, Фонд за избеглице у Турској и План ЕУ за спољна улагања. У извештају за 2021. ТНИ је критиковао Европу написавши да „ствара избеглице путем трговине оружјем”. Институт наводи: „Ако ЕУ и њене државе чланице истински желе да се подухвате оним што сматрају ’миграционом кризом’, морају обуздати извоз оружја, побољшати механизме одговорности и окончати необуздане лобистичке напоре војних компанија у коридорима моћи у Бриселу и осталим европским престоницама.”
Немачка покушава отклонити основне узроке мигрантске кризе у Африци. Направила је „Маршалов план с Африком”. Главни циљеви плана су: „побољшање трговине и развоја на континенту полажући наду у смањење масовних миграција к северу преко Средоземног мора”. Он ће се концентрисати на: „поштену трговину, повећање приватних улагања, економски развој одоздо нагоре, развој предузетништва, отварање радних места и запослење”. Немачка настоји да смањи прилив миграната из Гане помажући локалном становништву да се запосли у својој земљи. Европска унија је понудила пакет помоћи Малију у замену за повратак грађана чији су захтеви за азил одбијени.
Још један ентитет који се усмерио к отклањању основних узрока кризе јесте Месопотамијски еколошки покрет (МЕМ). Покушава очувати водне ресурсе регије различитим методама, као што су „повратак традиционалним техникама обраде земљишта које чувају воду” и „комунална економија”. Политичка стабилност и мир у регији важни су за постизање циља. Курдистан је подручје релативно богато водом, нарочито за регион Средњег истока. Одатле долази велики део воде Ирака, Ирана, Сирије и Турске, па је очување водних ресурса у Курдистану важно за водоснабдевање регије. Оно може помоћи у спречавању ратова и постизању стабилности те у спречавању таласа избеглица у Европу и Сједињене Америчке Државе. Курдистан је до 2015. угостио 2.250.000 избеглица које беже из зона сукоба у другим деловима Ирака и Сирије.

## Предвиђање кретања избеглица
Предложене су и усвојене различите методе за предвиђање кретања избеглица, попут структурирања аспекта и Бајесовог семипараметарског приступа. Предвиђање кретања избеглица је корисно за националне и међународне имиграционе политике, напоре за пружање помоћи и економске пројекције (стопа незапослености).